# بطل رومانسي

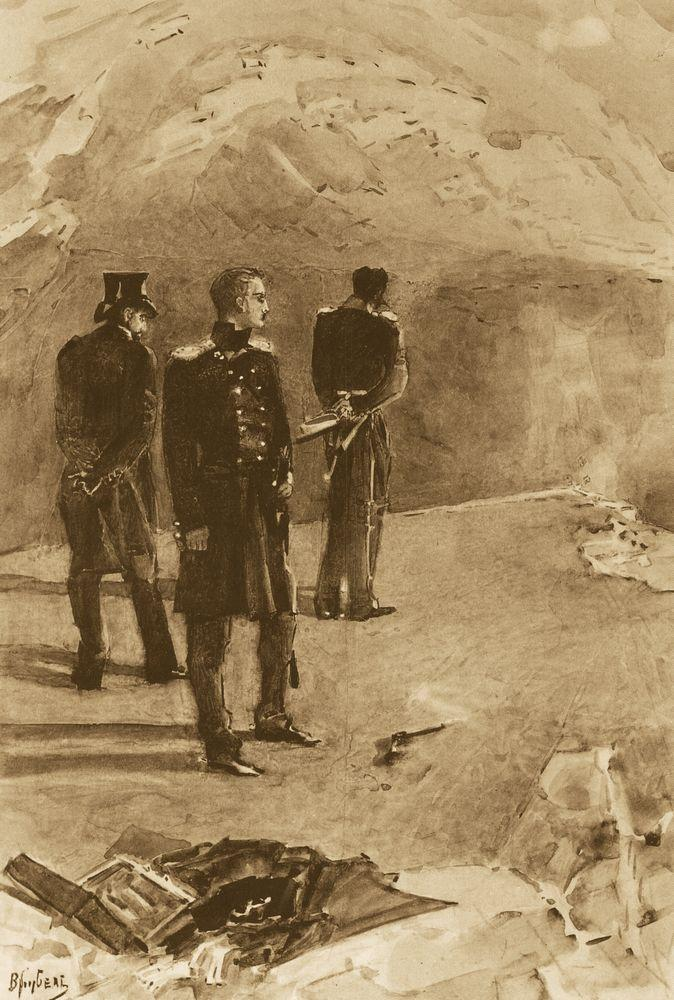
تُجسد اللوحة مشهد المبارزة الشهيرة بين البطل بيتشورين وخصمه غروشنيتسكي، والتي تقع في الرواية خلال أحداثها الدرامية. يظهر في المشهد ثلاثة رجال يرتدون ملابس عسكرية، حيث يقف بيتشورين في المقدمة ممسكًا بمسدس، بينما يقف غروشنيتسكي ورفيقه في الخلف. تُوحي الأجواء الداكنة والمشاعر المشحونة بالتوتر والمأساوية التي تحيط بهذه المبارزة.
تُعد هذه المبارزة لحظة حاسمة في الرواية، حيث تعكس طبيعة الصراع النفسي والأخلاقي لدى بيتشورين، وهو شخصية معقدة تمثل النموذج الأولي للبطل المتشائم في الأدب الروسي

البطل الرومانسي هو بطل الأعمال الأدبية المكتوبة في فترة الحركة الرومانسية، فهو نموذج أدبي يُشير إلى شخصية ترفض الأعراف والتقاليد والمعايير الراسخة، وفي نفس الوقت كانت الشخصية قد رُفِضت من المجتمع؛ فأصبحت نفسها محور وجودها. غالباً ما يكون البطل الرومانسي هو بطل الرواية في العمل الأدبي، وينصب التركيز الأساسي على أفكارها بدلاً من أفعالها.

## التاريخ
بدأ ظهور البطل الرومانسي لأول مرة في الأدب خلال الفترة الرومانسية، في أعمال لمؤلفين مثل بايرون وكيتس وغوته وبوشكين، ويُنظر إليه جزئياً على أنه رد فعل على الثورة الفرنسية. أصبح نابليون «النموذج الحي للبطل» خيبة أمل للكثيرين، بدأت الصورة النمطية للبطل كمؤيد للنظام الاجتماعي تواجه التحدي.

## الصفات
لاحظ الناقد الأدبي نورثروب فراي أن البطل الرومانسي غالباً ما «يُوضَع خارج هيكل الحضارة؛ وبالتالي هو يمثل قوة الطبيعة اللاأخلاقية أو القاسية، ومع ذلك، إن المجتمع قد أفقر نفسه برفضه مع الشعور بالقوة، وفي كثير من الأحيان القيادة». تشمل السمات الأخرى للبطل الرومانسي الاستبطان، وانتصار الفرد على «قيود الاتفاقيات اللاهوتية والاجتماعية»، حب السفر والتجوال، والكآبة، وبغض البشرية، والاغتراب، والعزلة.
عادةً ما يكون البطل الرومانسي منفصلاً عن أسرته البيولوجية الواقعية الأكثر رسوخاً ويقود حياة ريفية انفرادية، قد يكون له علاقة حب طويلة الأمد تحمل المعاناة، فهو أو هي ضحية لميول البطل المتمرد، مع تشابك مصائرهم لعقود من الزمن، من شبابهم إلى وفاتهم في بعض الأحيان.

## أمثلة
ومن الأمثلة الأدبية الكلاسيكية للبطل الرومانسي:
- الكابتن إهاب من رواية موبي ديك للكاتب هرمان ملفيل.[4]
- الشخصية الرئيسية في قصيدة البحار العجوز للشاعر صامويل تايلر كولريدج.
- أندريه بولكونسكي في رواية الحرب والسلم للكاتب ليو تولستوي.[5]
- الغرباء في رواية الغرباء للكاتب إس. إي. هينتون.
- إدموند دانتيس في كتاب الكونت دي مونت كريستو للكاتب ألكسندر دوما.[6]
- السيد دارسي في رواية كبرياء وتحامل للروائية جاين أوستن.[7]
- فيكتور فرانكنشتاين في رواية ماري شيلي فرانكنشتاين.
- الشخصيات الرئيسية في قصائد جورج غوردون بايرون دون خوان[8] وحجاج شايلد هارولد.[9]
- غوينبلين في رواية فكتور هوغو الرجل الذي يضحك.[10]
- «هاكاي» (ناتي بومبو) في كتاب جيمس فينيمور كوبر حكايات جامع الجلود خماسية قصصه التاريخية.
- فيليب مارلو في سبع روايات لريموند تشاندلر عن محقق في لوس أنجلوس.[11]
- الشخصية الرئيسية في رواية ألكسندر بوشكين الشعرية يفغيني اونيغين.[12]
- هستر برين في رواية الحرف القرمزي للكاتب ناثانيال هاوثورن.
- الشخصية الرئيسية في رواية ريني للروائي الفرنسي الفيكونت دوشاتوبريان.[13]
- ويرثر في رسالة يوهان غوته عن السيرة الذاتية آلام فرتر.[14]
- فاوست في فاوست.[15]
- السير غاي مورفيل في كتاب شارلوت ماري يونج وريث ريدكليف (1853).